# Erodium castellanum
Erodium castellanum là một loài thực vật có hoa trong họ Mỏ hạc. Loài này được (Pau) Guitt. mô tả khoa học đầu tiên năm 1972.